# Moneytalks
Moneytalks singolo degli AC/DC pubblicato nel 1990, il terzo estratto dal loro dodicesimo album studio The Razors Edge.

## Tracce
7"
1. Moneytalks – 3:45 (A. Young, M. Young)
2. Down on the Borderline – 4:14 (A. Young, B. Johnson, M. Young)

12" Europa
1. Moneytalks – 3:45 (A. Young, M. Young)
2. Mistress For Christmas – 3:57 (A. Young, B. Johnson, M. Young)
3. Borrowed Time – 3:44 (A. Young, B. Johnson, M. Young)

12" Australia
1. Moneytalks – 3:45 (A. Young, M. Young)
2. Mistress For Christmas – 3:57 (A. Young, B. Johnson, M. Young)
3. Down on the Borderline – 4:14 (A. Young, B. Johnson, M. Young)

## Formazione
- Brian Johnson - voce
- Angus Young - chitarra solista
- Malcolm Young - chitarra ritmica
- Cliff Williams - basso
- Chris Slade - batteria